# Operação Cartwheel
Operação Cartwheel (em inglês: Operation Cartwheel), ocorrida entre 1943–1944, foi uma grande operação militar dos Aliados no teatro de operações do Pacífico durante a Segunda Guerra Mundial. Cartwheel foi uma operação avançada de duplo eixo, que tinha por objetivo neutralizar as bases militares do Império do Japão em Rabaul. A operação foi comandada pelo Comandante Supremo Aliado no Sudoeste do Pacífico, General Douglas MacArthur, cujas forças avançaram ao nordeste da costa da Nova Guiné e ocuparam as ilhas próximas. As tropas Aliadas do Comando do Oceano Pacífico, sob a liderança do Almirante Chester W. Nimitz, avançou pelas Ilhas Salomão até Bougainville. As forças Aliadas eram formadas em sua maioria por soldados dos Estados Unidos, Austrália, Nova Zelândia, dos Países Baixos e de várias ilhas do Pacífico.

## Fotos da Campanha

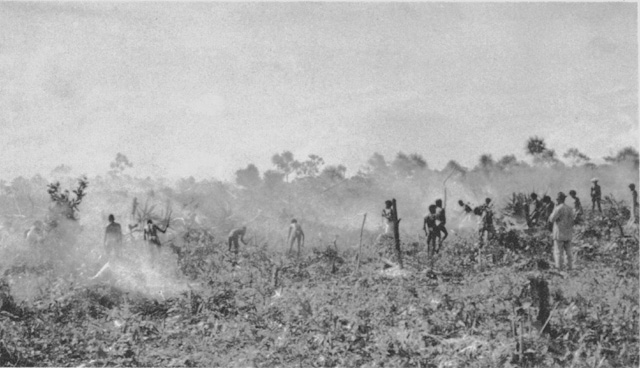
Homens limpando a áera do aeroporto de Kiriwina, Pacífico Sul, em julho de 1943.
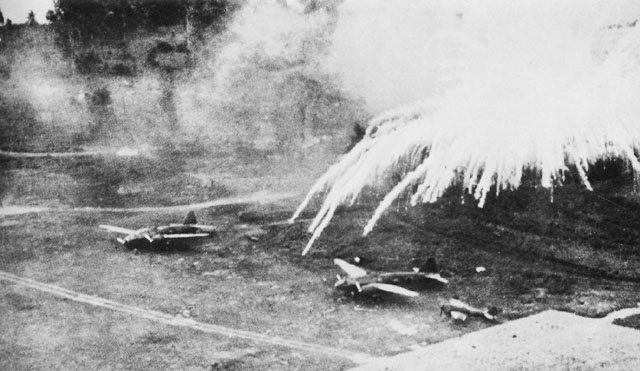
Bombas de Fósforo explodindo num aeroporto japonês em Rabaul durante a campanha aérea Aliada na região em Novembro de 1943.
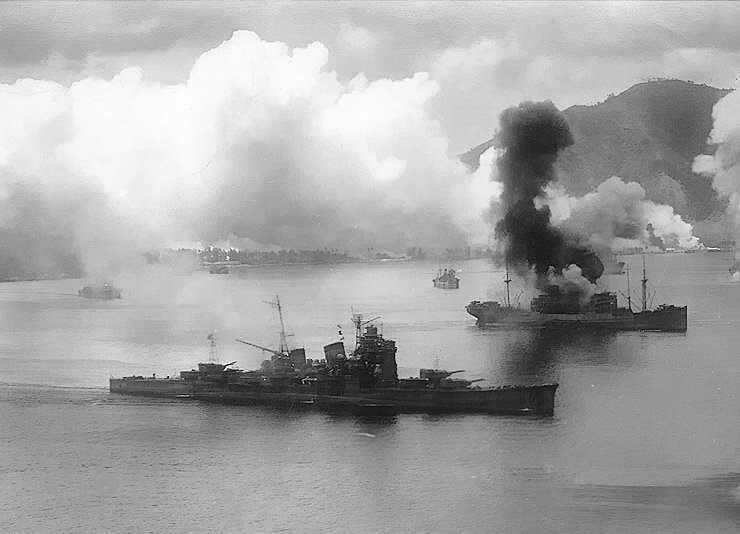
Aeronaves da Força Aérea Americana atacando navios japoneses no Porto de Simpson em 2 de novembro de 1943.
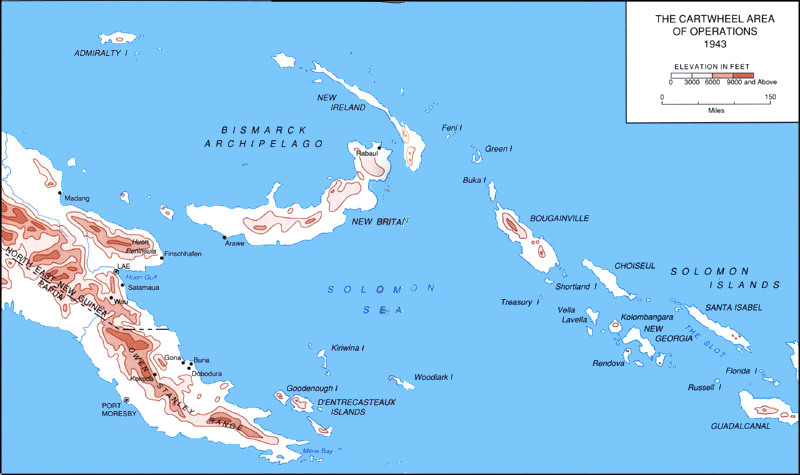
Mapa da área da Operação Cartwheel.